# نوسانات نخستین
نوسانات نخستین، تعییرات ایجاد شده در چگالی جهان اولیه هستند که گمان می‌رود بذر ساختارهای مشاهده شده کنونی در جهان هستند. در حال حاضر پذیرفته‌شده‌ترین توضیح برای پیدایش آن‌ها در نظریه تورمی بیان می‌شود.
برپایه تفکر تورمی، رشد نمایی فاکتور مقیاس در حین تورم باعث شد که نوسانات کوانتومی میدان تورمی به مقیاس‌های ماکروسکوپی کشیده‌شود و هنگام خروج از افق منجمد گردند. در مراحل بعدی حکمرانی ماده و تابش این نوسانات مجدداً وارد افق شدند و شرایط اولیه برای تشکیل ساختار را به وجود آوردند.